# Елпайн (Нью-Джерсі)
Елпайн (англ. Alpine) — місто (англ. borough) в США, в окрузі Берген штату Нью-Джерсі. Населення — 1762 особи (2020).

## Географія
Елпайн розташований за координатами 40°58′5″ пн. ш. 73°55′2″ зх. д. / 40.96806° пн. ш. 73.91722° зх. д. (40.968149, -73.917150).  За даними Бюро перепису населення США в 2010 році місто мало площу 23,91 км², з яких 16,60 км² — суходіл та 7,31 км² — водойми.

## Демографія
Згідно з переписом 2010 року, у селищі мешкало 1849 осіб у 611 домогосподарстві у складі 529 родин. Було 670 помешкань
Расовий склад населення:
| - 68,1 % — білих - 26,1 % — азіатів - 2,4 % — чорних або афроамериканців - 0,1 % — корінних американців - 1,3 % — осіб інших рас |

До двох чи більше рас належало 2,1 %. Частка іспаномовних становила 4,8 % від усіх жителів.
За віковим діапазоном населення розподілялося таким чином: 22,6 % — особи молодші 18 років, 58,3 % — особи у віці 18—64 років, 19,1 % — особи у віці 65 років та старші. Медіана віку мешканця становила 48,2 року. На 100 осіб жіночої статі у селищі припадало 101,9 чоловіків;  на 100 жінок у віці від 18 років та старших — 100,4 чоловіків також старших 18 років.
Середній дохід на одне домашнє господарство  становив 214 552 долари США (медіана — 111 146), а середній дохід на одну сім'ю — 243 303 долари (медіана — 114 750). За межею бідності перебувало 10,8 % осіб, у тому числі 24,5 % дітей у віці до 18 років та 6,2 % осіб у віці 65 років та старших.
Цивільне працевлаштоване населення становило 641 осіб. Основні галузі зайнятості: освіта, охорона здоров'я та соціальна допомога — 22,3 %, фінанси, страхування та нерухомість — 19,3 %, науковці, спеціалісти, менеджери — 14,7 %.